# عبد الرؤوف الشايب
عبد الروؤف الشايب (1965 - ) ناشط سياسي بحريني، الناطق الرسمي باسم اللجنة الوطنية للشهداء وضحايا التعذيب سابقاً، رئيس حركة خلاص البحرانية حاليًا، أحد أبرز السياسين على الساحة المحلية، يُعتبر أحد المتهمين الفارين من مُحاولة تفجير جسر الملك فهد.
ولد عبد الرؤوف الشايب في عام 1965 في عائلة عرفت بالتدين والإيمان والولاء للإسلام والتشيع العلوي الأصيل. فهي عائلة حسينية تسكن في العاصمة المنامة. وقد ترعرع الشايب في مجلس الإمام الحسين في الحسينيات والمساجد والمأتم وتربى على الرسالة الثورية الرافضة.

## مُحاكمته في بريطانيا
قالت صحيفة الشرق الأوسط في عددها اليوم الأربعاء (9 ديسمبر/ كانون الأول 2015): «البحريني عبد الرؤوف الشايب المعارض البحريني يواجه تهمة الإرهاب حسب مصادر محكمة سنابروك للتاج بشرق لندن أمس».
وتنظر المحكمة البريطانية للأسبوع الثاني على التوالي في الأدلة الجنائية الموجهة ضد الشايب، والحاصل على جواز سفر بريطانيا في 2007.
وبينما يواجه الشايب حكًما قد يصل إلى السجن 15 عاًما طبًقا لقانون مكافحة الإرهاب البريطاني.
وداهمت الشرطة البريطانية منزل الشايب شمال غرب لندن أبريل 2014 وعثرت بحوزته على مستندات تتضمن تكتيكات تتعلق بالتجمع واستخدام مجموعة متنوعة من الأسلحة. وسئل ماكس بنجامين هيل ممثل الادعاء عبد الرؤوف الشايب، عن كيفية أن يكون ناشط لحقوق الإنسان منذ الرابعة عشرة من العمر، وأدلة الإرهاب التي عثر عليها بحوزته من صور لبنادق وصواريخ وزوايا إطلاق وصور بملابس عسكرية، واتهم ممثل الادعاء الشايب بالكذب البين أمام هيئة المحلفين، عقب قوله: «إنه لا يعرف كيف تسربت هذه الأدلة إلى شقته، رغم تأكيده في وقت سابق أنها تعود إليه».
في عام 2015، حكمت المحكمة بالسجن 5 سنوات لعبد الرؤوف بسبب تُهم الإرهاب، لكن في عام 2018 تم الإفراج عنه في بريطانيا بعد ثلاث سنوات قضاها في السجن.